# Старошахово
Старошахово (баш. Иҫке Шах) — село в Ермекеевском районе Башкортостана, входит в состав Усман-Ташлинского сельсовета.

## История
Село было основано башкирами села Кыр-Еланской волости на собственных вотчинных землях. Известно с 1737 года под названием Шахово (в некоторых документах упоминается как Шоково).
После возникновения в середине XIX века выселка Новошахово село носит современное название — Старошахово.
В 1906 году в селе были учтены мечеть, бакалейная и 2 мануфактурные лавки, хлебозапасный магазин.

## Население
| 2002 | 2009 | 2010 |
| ---- | ---- | ---- |
| 426  | ↗429 | ↘419 |

Национальный состав
Согласно переписи 2002 года, преобладающая национальность — башкиры (83 %).

## Географическое положение
Расстояние до:
- районного центра (Ермекеево): 28 км,
- центра сельсовета (Усман-Ташлы): 3 км,
- ближайшей ж/д станции (Туймазы): 32 км.